# Лідія Беккер
Лідія Ернестін Беккер (англ. Lydia Ernestine Becker; 24 лютого 1827 — 18 липня 1890) — лідерка раннього британського виборчого руху (суфражистка), вчена-аматорка (біологія рослин, астрономія). Заснувала та видавала журнал про жіноче виборче право між 1870 і 1890 роками. Зробила внесок у розвиток теорії Дарвіна, активно листуючись з ним.

## Життєпис
Лідія Беккер народилася на Купер-стріт в місті Манчестер старшою дочкою Ганнібала Беккера. Навчалася вдома, як і багато дівчат того часу. Вивчала ботаніку та астрономію з 1850-х і отримала золоту медаль за науковий документ про садівництво 1862 року, а в 1864 — премію за колекцію засушених рослин. Її дядько заохочував інтерес до садівництва. Через п'ять років Беккер заснувала Літературне товариство дам у Манчестері.
Беккер розпочала листування з Чарльзом Дарвіном і незабаром переконала його надіслати одну зі своїх статей товариству. У ході листування Беккер надіслала Дарвіну ряд зразків рослин з полів Манчестера, а також копію своєї книжки «Ботаніка для новачків» (1864). Лідія Беккер — одна з ряду жінок 19-го століття, яка звичайно сприяли науковій роботі Чарльза Дарвіна. Її листування та робота говорять про те, що вона особливо цікавилася бісексуальними та гермафродитними рослинами, які, можливо, пропонували їй потужні «природні» свідчення альтернативного сексуального та соціального порядку.
14 квітня 1868 року відбулося перше публічне засідання Національного товариства виборчого права для жінок у залі вільної торгівлі в Манчестері. Трьома основними спікерками були Агнес Почин, Енн Робінсон та Лідія Беккер. Беккер висунула резолюцію про те, що жінкам слід надавати права голосу на тих самих умовах, що й чоловікам.
Померла 18 липня 1890 року від дифтерії у віці 63 років.